# 黑星灰蝶
黑星灰蝶（學名：Megisba malaya），又名暗灰蝶、臺灣黑星小灰蝶、美姬灰蝶、血桐黑星灰蝶、馬來灰蝶、台灣黑星小灰蝶。
是一種分佈於南亞與東南亞的小型蝴蝶。 此物種最早於1928年由托馬斯·霍斯菲爾德描述。
分佈範圍從斯里蘭卡與印度南部延伸至孟加拉，並從庫馬盎專區到印度的阿薩姆邦與尼泊爾，再至緬甸。此蝴蝶亦見於安達曼-尼科巴群島。牠通常不是稀有物種，但在部分地區可能較為罕見甚至稀少。

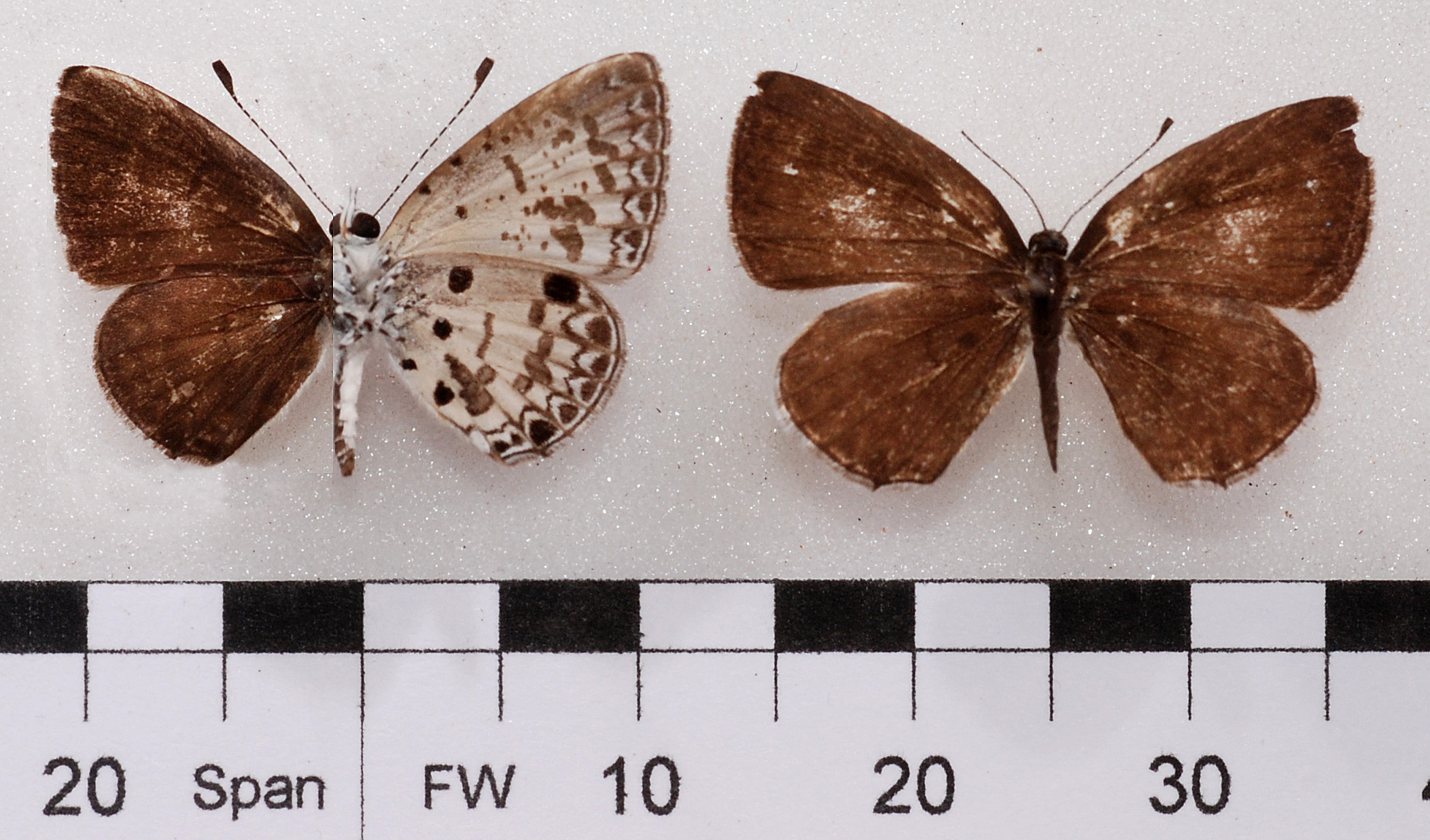

## 描述
此蝴蝶與黑點灰蝶相似，尤其在飛行時。雌蝶的前翅較雄蝶寬大且更為圓潤。
雨季型態：
翅背面：顏色從暗淡偏淺的褐色至深褐色不等，有些標本色澤近乎一致，另有些則在前翅中央區塊有或多或少明顯的淡色斑塊。後翅：顏色均一；翅脈1末端具細短絲狀尾突，但常常缺失。翅腹面：白色。前翅：具下列褐色斑紋：翅室內一斑點；橫向短線出現在翅室脈上；一列後中帶彎曲的橫向斑點或極短橫條，自翅前緣延伸至後緣，排列不規則；其後是一條細窄破碎橫線；再之後是亞末端一列較寬的橫斑，與末端細線。翅尖處標記模糊，形成一小塊褐色陰影斑，近翅前緣的翅脈10、11與12終端各有一極小褐點。
後翅：近翅基有三枚橫列小斑，翅前緣下方有一大而明顯的圓形斑及翅後緣中部一較小黑斑；兩斑之間與翅室脈上各有不規則且偏淡的褐色橫斑，其後與前翅相同，分布著外後中帶細褐線、一列亞末端褐斑或黑斑，及黑色末端線。前翅與後翅的緣毛為白色，於前翅尖轉為深褐色。觸角、頭部、胸部與腹部為深褐色，觸角內側有細白環紋；腹面：口器、胸部與腹部為雪白色，口器第三節為細長針狀，顏色顯著為褐色。
乾季世代：
與雨季世代非常相似，但前翅背面具一大而橢圓、傾斜放置的白色錐形斑，自後緣中部延伸至翅脈4。部分標本中，該白斑延伸至後翅。翅腹面：與雨季型相似，但所有斑紋皆更粗、更寬且更明顯。前翅：在部分標本中，前緣與翅尖有大片模糊擴散的暗褐色陰影；後中帶褐色線轉化為一列細月斑，向外沿翅脈延展，與末端細褐線連接，於間隙中形成白底斑列，每個白斑中央具一黑色或深褐色近三角形小斑。後翅：末端斑紋變化與前翅相同；第3區間的亞末端黑斑比其餘斑更大更明顯；大型前緣下黑斑常被前方與後方兩個銀白斑所分割。觸角、頭部、胸部與腹部如雨季型標本，但背面稍深。

## 亞種
亞種包括：
- Megisba malaya presbyter Fruhstorfer –尼科巴群島中部與南部。稀有。其有效性仍待確認。
- Megisba malaya sikkima Moore – 從庫馬盎專區至緬甸。安達曼群島亦有分布。不稀有。有尾。
- Megisba malaya thwaitesi Moore – 分布於斯里蘭卡、印度南部至孟加拉。不稀有。無尾。

有尾與無尾亞種在錫金同域共存，有尾型較常見於低海拔地區。

## 生態與生活史
黑星灰蝶為常綠森林中的蝴蝶。其毛毛蟲為淺綠色，蛆形，中段膨大蛹體短粗，兩端鈍圓。
幼蟲以大戟科、鼠李科、無患子科及大麻科等植物的花、花苞、新芽與幼葉為食。寄主植物包括野桐、白匏子、扛香藤、血桐（大戟科），桶鉤藤（鼠李科），止宮樹（無患子科），山黃麻（大麻科）等。
成蝶飛行高度低，貼近地面。常見於森林空地與林緣地帶。雄蝶喜於牛糞與潮濕地吸水，但至少在婆羅洲，且很可能於其他地區亦然，並不常於腐肉或熟爛水果上出現。